# Caminho de Ferro de Moçâmedes
El Caminho de Ferro de Moçâmedes (Ferrocarril de Moçâmedes) és una línia de ferrocarril d'Angola amb 860 km de longitud i un ample d'1.067 mm entre Namibe i Menongue. La línia és operada per l'empresa Caminhos de Ferro de Moçâmedes E.P. El port de la ciutat de Moçâmedes fou reanomenat Namibe en 1985, de manera que el ferrocarril a vegades és anomenat Caminho de Ferro do Namibe, tot i que l'empresa de ferrocarril manté el seu nom original com a denominació comercial.

## Història
La construcció del ferrocarril va començar en 1905, quan Angola era una colònia portuguesa. El ferrocarril es va obrir al trànsit el 1910, i es va estendre cap a l'interior fins que va arribar al seu terminal actual a Menongue (anteriorment Serpa Pinto) al desembre de 1961. La línia fou construïda originalment amb ample de via de 600mm, i passà a ferrocarril de via estreta amb ample de via sud-africà en 1950, coincidint amb la mida de les altres línies d'Angola i d'Àfrica meridional.
Després que Angola va obtenir la seva independència de Portugal el 1975 va esclatar la Guerra Civil angolesa, el que provocà la destrucció de la major part de la infraestructura ferroviària d'Angola. Quan la lluita va acabar en 2002, el govern d'Angola va tractar de restablir el servei ferroviari. El China Hyway Group va reconstruir el ferrocarril de Moçâmedes entre 2006 i 2015.
S'espera que el ferrocarril arribi a les mines de Chamutete i Cassinga.